# Arnold Rüütel
Arnold Rüütel (ur. 10 maja 1928 w Laimjali, zm. 31 grudnia 2024) – estoński polityk, agronom i nauczyciel akademicki, parlamentarzysta, prezydent Estonii w latach 2001–2006.

## Życiorys
Ukończył szkołę rolniczą w Jänedzie, od 1949 pracował w wydziale rolnictwa powiatu Saaremaa. W latach 1955–1957 był nauczycielem w instytucie maszyn rolniczych w Dorpacie. W 1964 został absolwentem wydziału nauk rolnych Estońskiej Akademii Rolniczej. W 1969 objął stanowisko rektora tej uczelni, funkcję tę pełnił przez osiem lat. W 1972 uzyskał stopień kandydata nauk rolnych.
Działał w Komunistycznej Partii Estonii i KPZR, od 1977 pełnił funkcje w aparacie państwowym. W 1983 wyznaczony został na przewodniczącego Prezydium Rady Najwyższej Estońskiej SRR. W marcu 1990, gdy kraj ogłosił suwerenność, urząd ten zamieniono na przewodniczącego Rady Najwyższej Estonii. Na stanowisku tym pozostawał do 1992.
W latach 90. kontynuował pracę naukową, w 1991 obronił doktorat. Pracował w Estońskiej Akademii Rolniczej, wykładał także na Bentley University i na Uniwersytecie Helsińskim. Arnold Rüütel był pomysłodawcą utworzenia związku, który skupiałby Litwę, Łotwę i Estonię (zrealizowano tę koncepcję w formie Rady Bałtyckiej).
5 października 1992 przegrał wybory prezydenckie z kandydatem sił niepodległościowych Lennartem Merim. Od 1994 do 2000 był przewodniczącym stworzonego przez siebie Estońskiego Związku Ludowego. W 1995 wybrano go w skład Riigikogu, którego został wiceprzewodniczącym. 21 września 2001 wybrano go na urząd prezydenta, w ostatniej rundzie głosowania pokonał Toomasa Saviego. Opowiadał się za wejściem Estonii do Unii Europejskiej oraz za udziałem jego kraju w NATO. 23 września 2006 ubiegał się o reelekcję, przegrał jednak z Toomasem Hendrikiem Ilvesem.
Był żonaty z Ingrid Rüütel, z którą miał dwie córki.

## Odznaczenia
Estońskie
- Łańcuch Orderu Krzyża Ziemi Maryjnej (2001)[3][4]
- Łańcuch Orderu Herbu Państwowego (2008)[5]

Zagraniczne
- Medal Pamiątkowy 13 Stycznia (Litwa, 1992)[6]
- Łańcuch Krzyża Wielkiego Orderu Białej Róży Finlandii (Finlandia, 2001)[3][7]
- Order Orła Białego (Polska, 2002)[3][8]
- Krzyż Wielki Orderu Świętego Olafa (Norwegia, 2002)[3][9]
- Krzyż Wielki Orderu Zasługi Republiki Węgierskiej (Węgry, 2002)[3]
- Krzyż Wielki Orderu Zasługi Adolfa Nassauskiego (Luksemburg, 2003)[3]
- Wielki Łańcuch Orderu Infanta Henryka (Portugalia, 2003)[3][10]
- Narodowy Order Zasługi I klasy (Malta, 2003)[3]
- Łańcuch Orderu Gwiazdy Rumunii (Rumunia, 2003)[3][11]
- Krzyż Wielki Orderu Stara Płanina (Bułgaria, 2003)[3]
- Krzyż Wielki Orderu Makariosa III (Cypr, 2004)[3]
- Krzyż Wielki Orderu Sokoła Islandzkiego (Islandia, 2004)[12]
- Order Zasługi Republiki Włoskiej I Klasy z Wielkim Łańcuchem (Włochy, 2004)[13]
- Wielki Krzyż ze Złotym Łańcuchem Orderu Witolda Wielkiego (Litwa, 2004)[14]
- Order Podwójnego Białego Krzyża I klasy (Słowacja, 2005)[3]
- Krzyż Wielki Orderu Trzech Gwiazd (Łotwa, 2005)[3]
- Wielki Łańcuch Orderu św. Jakuba od Miecza (Portugalia, 2006)[10]

Niepaństwowe
- Medal Rady Bałtyckiej (Rada Bałtycka, 2002)[15]
- Order Świętego Sergiusza Radoneżskiego (Rosyjski Kościół Prawosławny, 2003)[3]